# Nederlandse kampioenschappen schaatsen afstanden 2017 - 5000 meter vrouwen
De 5000 meter vrouwen op de Nederlandse kampioenschappen schaatsen afstanden 2017 werd gehouden op 30 december 2016 in Thialf in Heerenveen. Titelverdedigster was Carien Kleibeuker, die de titel pakte tijdens de Nederlandse kampioenschappen schaatsen afstanden 2015, en deze ook voor de tweede maal wist te prolongeren. 

## Uitslag
| #      | Schaatser              | Tijd    |
| ------ | ---------------------- | ------- |
| Goud   | Carien Kleibeuker      | 6.58,78 |
| Zilver | Antoinette de Jong     | 6.59,79 |
| Brons  | Carlijn Achtereekte    | 7.00,83 |
| 4      | Yvonne Nauta           | 7.00,95 |
| 5      | Irene Schouten         | 7.04,49 |
| 6      | Esmee Visser           | 7.04,81 |
| 7      | Lisa van der Geest     | 7.05,07 |
| 8      | Marije Joling          | 7.06,23 |
| 9      | Linda de Vries         | 7.08,79 |
| 10     | Jorien Voorhuis        | 7.09,51 |
| 11     | Annouk van der Weijden | 7.10,76 |
| 12     | Melissa Wijfje         | 7.13,16 |